# Диего Лопес II де Аро
Диего Лопес II де Аро, эль Буэно (Хороший) или эль Мало (Плохой) (исп. Diego López II de Haro; ок. 1152 — 16 сентября 1214) — кастильско-леонский аристократ, 5-й сеньор Бискайи (1170—1214). Сын Лопе Диаса I де Аро, графа Нахеры (1126—1170) и графини Альдонсы. Он был магнатом первого ранга в королевстве Кастилия при короле Альфонсо VIII (1158—1214). Он сыграл решающую роль в возвышении династии де Аро, а также в построении дворянской идентичности своей группы, которая должна была доминировать в кастильском политическом обществе в течение всего XIII века. Публичная борьба вокруг этой ключевой фигуры между его преемниками и монархией в момент глубоких политических потрясений привела к разработке его темного образа и «золотой» легенды в конце XIII века, а также к изобретению его противоположных прозвищ.

## Роль при двореАльфонсо VIII
Диего Лопес де Аро регулярно не посещал королевский двор до 1178 года, возможно, из-за влияния магнатов из дома Лара. В 1179—1183 годах он отправился в изгнание в Наварру. Он вернулся к кастильскому двору с сильным положением, получив должность альфереса (королевского знаменосца), одну из двух самых престижных должностей при королевском дворе Кастилии. Возвышение его родителей в соседнем королевстве Леон позволило ему улучшить своё положение в 1187 году, когда его сестра Уррака Лопес вышла замуж за короля Леона Фернандо II. Он сохранил влияние в Кастилии, чтобы договориться о своем возвращении с выгодными условиями: ему вернули должность альфереса и все его чины. Командуя арьергардом, он принял участие в 1195 году в битве при Аларкосе против Альмохадов и в обороне королевства после разгрома кастильской армии. Король изолировал его в 1199 году, лишив его должности альфереса в пользу графа Альваро Нуньеса де Лара. Он отправился в изгнание в третий раз в 1201—1206 годах, предлагая свои услуги королям Наварры и Леона. Тем не менее он сделал себя незаменимым для кастильского государя. В своем первом завещании, в 1206 году, Альфонсо VIII признал, что причинил вред магнату, и попытался возместить ущерб. Когда Диего Лопес де Аро решил вернуться в Кастилию в 1206 году, Альфонсо VIII вернул ему полное доверие в качестве своего альфереса, прежде чем снова передать управление Альваро Нуньесу де Лара в 1208 году. В том же году Альфонсо VIII назвал Диего Лопеса де Аро одним из своих пяти душеприказчиков. В 1212 году король доверил ему одну из своих трех армий в битве при Лас-Навас-де-Толоса, что позволило христианским королевствам избавиться от власти Альмохадов в Аль-Андалусе. Хронист Хуан де Осма утверждал, что король сделал его будущим регентом ребёнка-короля Энрике I. Однако Диего Лопес II умер за несколько недель до Альфонсо VIII.

## Владения
Его первое изгнание в 1179—1183 годах позволило ему вернуть территории, которыми правил его отец, — Ла-Риоху, Старую Кастилию и Трасмиеру. Он также получил районы Астурас-де-Сантильяна и Ла-Буребу. После своего второго изгнания он ещё больше расширил сферу своего влияния в Северо-Восточной Кастилии, правя «от Альмасана до моря» (1196). В 1204 году, чтобы убедить его вернуться в Кастилию, король Альфонсо VIII признал его собственностью всю Бискайю, баскскую территорию, которой его предки правили ещё в XI веке. Этот документ, возможно, означал окончательное превращение сеньории в неотъемлемое феодальное владение, которое было бы территориальной основой Аро на протяжении всего XIII века. Он добавил к своим владениям Дуранго в 1212 году, подарок короля после битвы при Лас-Навас-де-Толоса. Он сделал решительный шаг к патримонизации многих из своих владений, разделив их со своим старшим сыном Лопе Диасом II де Аро. Таким образом, Лопе получил власть над Старой Кастилией в 1210 году, Астуриас-де-Сантильяны в 1211 году и Алавой в 1213 году.
Диего Лопес II де Аро усилил роль главы семьи в своем роде, позволив перейти от «горизонтальной» концепции родства к «вертикальной» системе династии. Он был первым из своей семьи, кто использовал apellido или фамилию, которую нотариусы начинают приписывать ему в документах с 1184 года.

## Мифический персонаж
Память Диего Лопеса II быстро подвергалась атакам. Уже в 1216 году, во время регентства братьев Лара, когда Лопе Диас II пытался играть политическую роль, королевская канцелярия издала хартию, осуждающую его как плохого сеньора. Образ Диего Лопеса, созданный в 1240—1241 годах хронистом Родриго Хименесом де Радой, архиепископом Толедо, знавшим его лично, был уже весьма неоднозначен. Он критиковал свою стратегию изгнания, которая привела его к столкновению с королем на поле боя. Гробницы Диего Лопеса и его жены Тоды Переса в монастыре рыцарей аббатства Санта-Мария-де-Нахера, оба были построены во второй половине XIII века. Они свидетельствуют об особом интересе членов дома Аро к своему предку-основателю. В 1270—1280 годах, когда Лопе Диас III де Аро был обвинен в восстаниях против короля Альфонсо X в Кастилии, интеллектуалы из двора очерняли репутацию Диего Лопеса «названного Добрым», которому впервые была приписана ответственность за поражение в битве при Аларкосе (1195). Писатели, поддерживающие Хароса, изобрели в этот период аналогичный миф, чтобы оправдать позицию Диего Лопеса II и обвинить монархию. История еврейской девушки из Толедо, объясняющая разгром в Аларкосе грехами короля Альфонсо VIII, появилась в конце XIII века. В течение 1340 года книги португальского графа Педру де Барселуша, Crónica Geral de 1344 и Livros de linhagens определённо превратили биографию Диего Лопеса II в миф. Этот автор связывает эпизоды якобы исторические, но сходные с известными литературными темами из Бретани (романсы Артура) и французского эпоса. Он превратил его в двусмысленного персонажа, в псевдо-исторической попытке синтезировать его темный образ и его золотую легенду. В середине XV века Лопе Гарсия де Салазар в своей Crónica de Vizcaya наконец-то придумал прозвище «Плохой», чтобы объяснить противоречия в своей биографии. Впоследствии память о нём претерпела и другие искажения, в соответствии с интересами генеалогов XVI века, работавших на дворянство, и, начиная с XVII века, баскских историков. На этот раз именно миф о «независимой сеньории» Бискайи был предметом спора между баскскими фуэристами и более поздними националистами, а также их противниками вплоть до первой половины XX века.

## Брак и дети
Сначала Диего Лопес де Аро женился на Марии Манрике де Лара (? — после 1183), четвёртой дочери Манрике Переса де Лара (? — 1164), сеньора де Молины. Их сыном был:
- Лопе Диас II де Аро (ок. 1170—1236), 6-й сеньор Бискайи, наследовал своему отцу.

Во-вторых, он женился на Тоде Перес де Азагра, дочери Педро Родригеса де Азагра (? — 1186) и Тоды (или Тоты) Перес, и у него было несколько детей:
- Лопе Руис де Аро эль Менор или эль Чико, названный так, чтобы отличить его от своего старшего брата Кабеса Брава, первого военачальника королевства Хаэн и 1-го сеньора де Ла-Гуардия и Байлен
- Педро Диас де Аро, сеньор де Каркара благодаря своей матери и бабушке с дедушкой по материнской линии.
- Уррака Диас де Аро, муж — граф Альваро Нуньес де Лара (? — 1218)
- Альдонса Диас де Аро, муж — Руй Диас де лос Камерос
- Мария Диас де Аро, муж — граф Гонсало Нуньес де Лара (? — 1225)
- Тереза Диас де Аро, муж — двоюродный брат, инфант Санчо Леонский (1186—1220), сына короля Фернандо II и Уррака Лопес де Аро
- Менсия Диас де Аро, жена Альваро Диаса де лос Камерос.